# Асаф, Хале
Хале Асаф (тур. Hale Asaf, урождённая Салих, 1905, Стамбул — 31 мая 1938, Париж) — турецкая художница. Племянница одной из первых турецких художниц Михри Мюшфик Ханым. В отличие от многих других турецких художников того времени, рисовавших в классическом и импрессионистском стиле, предпочитала кубизм.

## Биография
Дочь председателя Османского апелляционного суда. Из-за тяжёлой болезни Хале в пять лет была сделана операция на печени, от последствий которой она страдала всю жизнь. Окончила частный французский лицей в Стамбуле, там выучила английский и французский языки.
В 1919 году была отправлена в Рим к тёте, от неё получила первые знания в живописи. На следующий год оказалась в Париже, там брала уроки рисования у друга семьи Намыка Исмаила. Когда Асаф выросла, семья отправила её учиться в Берлин. Несмотря на обострение болезни, требовавшей проведение операции на лёгких, Асаф сдала экзамены на поступление в Прусскую академию искусств и стала ученицей Артура Кампфа. Несмотря на проблемы в семье, успешно училась в Академии. В 1924 году некоторые работы Асаф были опубликованы в небольшом искусствоведческом журнале.
После окончания войны в Турции вернулась на родину и поступила в лицей изящных искусств, среди её сокурсников были Фейхаман Дуран и Ибрахим Чаллы. Примерно в это же время мать Асаф умерла от туберкулёза. Вскоре после этого Асаф выиграла стипендию министерства образования на обучение в Европе. Она училась в Мюнхенской академии художеств, её преподавателем был Ловис Коринт. В 1926 году картины Асаф выставлялись на Галатасарайской выставке — крупном мероприятии для художников, проводившемся в Стамбуле с 1916 по 1951 годы. В 1927—1928 годах училась у Андре Лота в парижской академии Гранд-Шомьер, а также брала частные уроки у Исмаила Хаккы Ойгара. Ойгар также стал женихом Асаф.

### Жизнь в Бурсе
Асаф и Ойгар вместе вернулись в Турцию и поселились в Бурсе. Асаф преподавала в педагогическом колледже и институте искусств. В 1929 году Асаф и её супруг приняли участие в создании Ассоциации независимых художников и скульпторов. Из-за космополитической атмосферы, в которой выросла Асаф, её жизнь в провинциальной Бурсе была непростой. Однажды Асаф потеряла сознание после нападок базарной толпы, посчитавшей её картины оскорбительными. Договорившись с художником Мамхутом Джудой, Асаф удалось покинуть Бурсу. Джуда вместо Асаф начал преподавать в лицее, а Асаф вместо Джуды — в Стамбульской академии изящных искусств. Впрочем, меланхолизм Асаф остался неизменным и в 1931 году она в одиночестве вернулась в Париж.
В конце того же года Асаф в очередной раз потребовалось хирургическое вмешательство. Во время выздоровления она познакомилась с итальянским художником Антонио Анианте, ему принадлежала «Галерея-библиотека молодой Европы», и Анианте предложил Асаф занять там пост директора. С этого времени они проживали совместно. В 1934 году из-за неприязни Анианте к Муссолини его книги были запрещены, а Галерея закрыта. 31 мая 1938 года Хале Асаф умерла от рака.
Часть картин Асаф были уничтожены во время Второй мировой войны, а судьба тех, что остались у Анианте, умершего в 1983 году, неясна. Некоторые из картин оказались у турецких коллекционеров. В 2001—2002 годах проводилось исследование, в ходе него удалось установить местонахождение менее 30 картин Асаф, впрочем, причиной этого может быть нежелание частных коллекционеров делиться информацией. Часть файлов хранится в Фонде женских библиотек и информационных центров Турции.